# Verwaltungsgemeinschaft Helmstadt
In der Verwaltungsgemeinschaft Helmstadt im unterfränkischen Landkreis Würzburg haben sich folgende Gemeinden zur Erledigung ihrer Verwaltungsgeschäfte zusammengeschlossen:
1. Helmstadt, Markt, 2682 Einwohner, 22,79 km²
2. Holzkirchen, 959 Einwohner, 8,42 km²
3. Remlingen, Markt, 1521 Einwohner, 20,45 km²
4. Uettingen, 1933 Einwohner, 13,52 km²

Der Sitz der Verwaltungsgemeinschaft ist in Helmstadt.
Die Marktgemeinde Neubrunn, ursprünglich fünftes Mitglied der Verwaltungsgemeinschaft, wurde mit Wirkung ab 1. Januar 1980 entlassen und hat seither eine eigene Verwaltung.